# Матович, Младен
Мла́ден Ма́тович (серб. Младен Матовић) — сербский композитор, дирижёр, музыкальный педагог и музыкальный публицист. Автор музыки и текста Гимна Республики Сербской «Моја Република» (2008).

## Биография
Выпускник Академии искусств университета Баня-Лука, затем учился в аспирантуре. В настоящее время преподаватель, доцент на кафедре английской филологии и музыкальной педагогики университета Баня-Лука.
Автор более 300 произведений классической, популярной музыки и музыки для детей, большого количества оригинальных хоровых композиций для смешанных, женских и детских хоров.
Автор музыки и текста гимна Республики Сербской «Моја Република», первого мюзикла для детей в Сербии «Питер Пэн» и официальных песен ЮНИСЕФ «Дайте нам мир».
С конца 2004 года — руководитель женского камерного хора «Banjalučanke», с которым был удостоен большим количеством национальных и международных наград. Член и представитель Республики Сербской и Боснии и Герцеговины во всемирном Совете хоров — наиболее представительной профессиональной организацией Всемирной хоровой ассоциации INTERKULTUR.
Один из инициаторов и основателей Ассоциации художников «Арт Плюс», один из самых активных членов обществ в области музыкального искусства в Республики Сербской и Боснии и Герцеговины, один из инициаторов фестиваля детского музыкального творчества «Малый композитор».
Как композитор и дирижёр принял участие в более чем пятидесяти музыкальных фестивалях и конкурсах в стране и за рубежом (Австрия, Венгрия, Нидерланды, США, Польша, Италия, Китай, Румыния, Греция, Германия, Болгария, Мальта, Черногория, Белоруссия) и выиграл 42 награды.